# Dichanthium tenue
Dichanthium tenue är en gräsart som först beskrevs av Robert Brown, och fick sitt nu gällande namn av Aimée Antoinette Camus. Dichanthium tenue ingår i släktet Dichanthium och familjen gräs. Inga underarter finns listade i Catalogue of Life.